# Маркітантова Ксенія Олександрівна
Ксенія Олександрівна Маркітантова (15 липня 1981) — українська лучниця. Майстер спорту України. 
Займається стрільбою з лука у Київському регіональному центрі з фізичної культури і спорту інвалідів «Інваспорт». Користується інвалідним візком.
Фіналістка чемпіонату світу 2015 року. Дворазова бронзова призерка чемпіонату Європи 2016 року.